# Мэры за мир

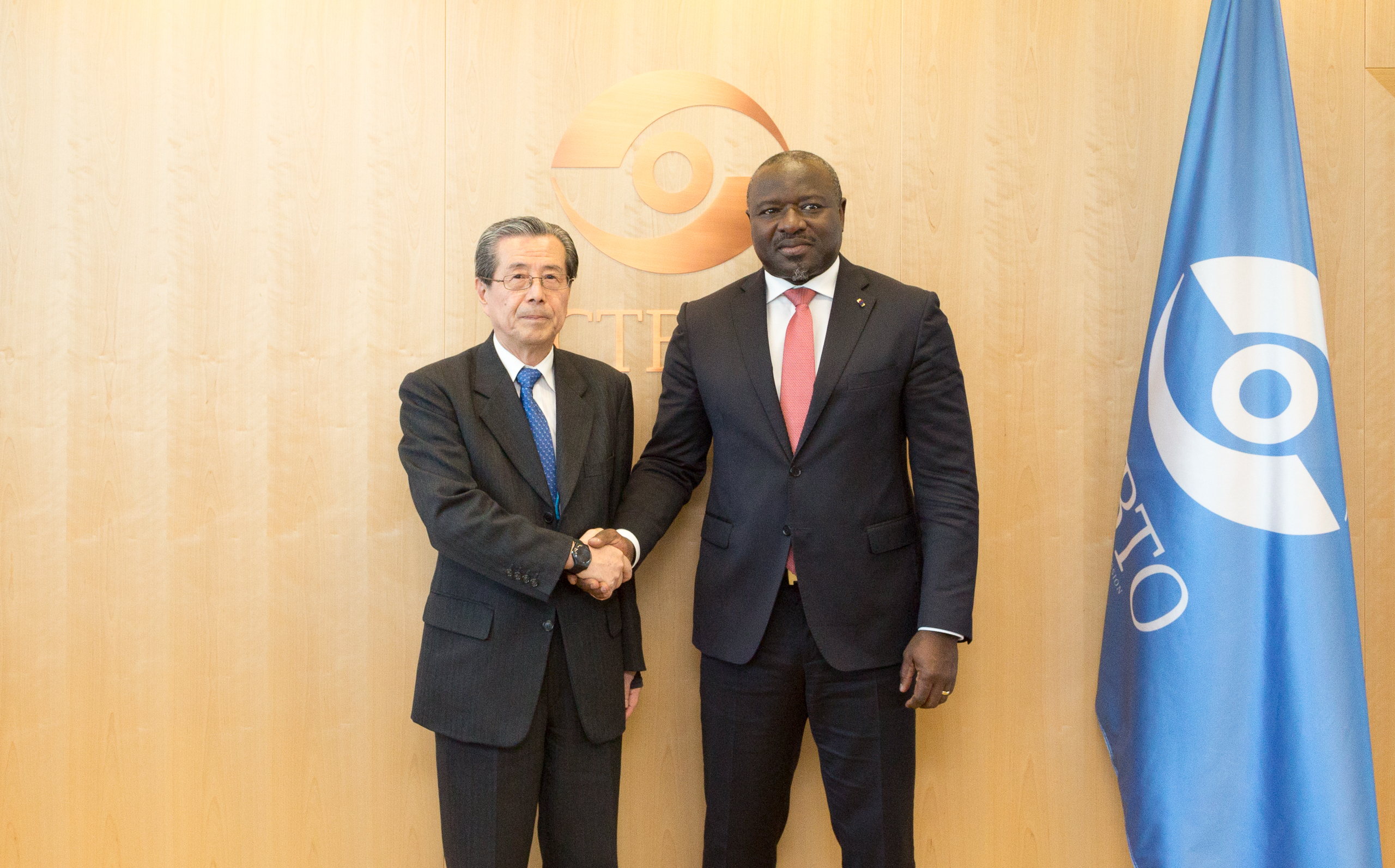
Г-н Ясуёси Комизо, генеральный секретарь секретариата «Мэров за мир», Хиросима (слева) и Лассина Зербо, исполнительный секретарь Организации Договора о всеобъемлющем запрещении ядерных испытаний (2017)

Мэры за мир (англ. Mayors for Peace) — международная организация городов, посвящённая продвижению мира, которая была основана в 1982 году по инициативе тогдашнего мэра Хиросимы Такэси Араки как ответ на гибель около 140 000 человек в результате атомной бомбардировки города 6-го августа 1945 года.
Нынешний мэр Хиросимы, Кадзуми Мацуи, является председателем организации с момента его инаугурации в апреле 2011 года.
Организация «Мэры за мир» начала свою деятельность в Японии, и с тех пор мэры со всего мира подписали соглашение. Когда мэры подписывают соглашение, это означает, что они поддерживают начало переговоров о ликвидации ядерного оружия к 2020 году.
В сентябре 2015 года организация «Мэры за мир» насчитывала около 6800 городов-членов из 161 страны и территории по всему миру.

## Кампания «Мэры за мир» 2020
Кампания 2020 года является основным средством достижения задачи «Мэров за мир» — мира, свободного от ядерного оружия, к 2020 году. Она была инициирована на временной основе исполнительными городами «Мэров за мир» на их встрече в Манчестере, Великобритания, в октябре 2003 года. Она была запущена под названием «Чрезвычайная кампания по запрещению ядерного оружия» в ноябре того же года на 2-й Гражданской ассамблее по ликвидации ядерного оружия, состоявшейся в Нагасаки, Япония. В августе 2005 года Всемирная конференция одобрила продолжение Кампании под названием «Кампания за перспективу 2020 года».
С мая 2008 года по май 2009 года основным направлением работы «Кампании за перспективу 2020 года» было проведение кампании «Обращение к городам» в поддержку Протокола Хиросима-Нагасаки . Протокол описывает цель Кампании реалистично. Это протокол к Договору о нераспространении ядерного оружия (ДНЯО), и его целью является выполнение национальными правительствами обязательств, принятых ими в соответствии со статьёй VI Договора.
После подписания «Обращения к городам» Мэрам и избранным местным должностным лицам по всему миру предоставляется возможность поддержать Протокол Хиросима-Нагасаки перед официальной и окончательной презентацией результатов международной кампании по подписанию на Конференции 2010 года по рассмотрению действия ДНЯО в штаб-квартире Организации Объединённых Наций в Нью-Йорке.

## Деятельность в США
В западном Массачусетсе кампания была возглавлена местными организаторами в одиннадцати городах. После двух лет напряжённой работы, начавшейся осенью 2005 года и продолжающейся по сей день, все одиннадцать западных мэров подписали соглашение на эту кампанию.
Это привело к некоторым законодательным мерам, и республиканцы штата выдвинули резолюцию об отмене ядерного оружия к 2020 году, которая была принята в Капитолии штата Массачусетс и Сенате. Сенатора Теда Кеннеди попросили довести резолюцию до федерального уровня. Однако после того, как Кеннеди умер, планов довести резолюцию до национального уровня больше нет.

## Номинация на Нобелевскую премию мира 2011 года
«Мэры за мир» были номинированы на Нобелевскую премию мира 2011 года лауреатом премии мира 1976 года Мейрид Магуайр. Магуайр, которая выдвинула на премию и «Мэров за мир», и Нихон Хиданкё одновременно, сказала, что она считает, что "обе организации выполнили желание Альфреда Нобеля добиваться мира и разоружения, и вручение им премии совместно признало бы большую жертву, особенно хибакуся, и оказало бы поддержку всем, кто трудится над одной из величайших задач человечества — над избавлением мира от всего ядерного оружия и построением мира среди рода человеческого ".